# 李世僑
李世僑（英語：Edward Lee，1923年—1988年11月14日），菲律賓華人，籍貫泉州市晉江縣石圳村，前籃球運動員。他是菲律賓木材大亨李清泉的兒子，曾代表中華民國參加1948年夏季奧林匹克運動會和1954年世界籃球錦標賽和等國際賽事，其中在1948年夏季奧林匹克運動會協助球隊獲得第18名的成績。退役後仍待在菲律賓，直至逝世。